# Radio Leliwa
Radio Leliwa – tarnobrzeska rozgłośnia radiowa nadająca na analogowych częstotliwościach 104,7 MHz (nadajnik znajduje się na kominie zakładów chemicznych Siarkopol w Tarnobrzegu-Machowie), 93,5 MHz (z nadajnika na dachu Mostostalu w Stalowej Woli), 102,4 MHz (z nadajnika na jupiterze stadionu w Mielcu) i 89,2 MHz w Dębicy oraz w Rzeszowie w ramach multipleksu radia cyfrowego. Posiada również redakcyjny oddział w Stalowej Woli i Mielcu. Radio Leliwa obejmuje swoim zasięgiem tereny północno-centralnej części Kotliny Sandomierskiej oraz obszar na północ od Tarnobrzega. W tym takie miasta jak: Tarnobrzeg, Stalową Wolę, Sandomierz, Mielec, Klimontów, Koprzywnicę, Nisko, Nową Dębę, Kolbuszową, Kraśnik, Opatów, Puławy nad Wisłą czy Janów Lubelski, Zawichost. Odbiór jest także możliwy w okolicach Rzeszowa (od Przeworsk aż po Ropczyce).
Emisję swojego programu rozpoczęło 16 października 1992 roku. Jest najstarszą komercyjną rozgłośnią w południowo-wschodniej Polsce. Prezesem radia jest Bogusław Szwedo. Zespół redakcyjny, wraz z obsługą administracyjną i techniczną wynosi ok. 20 osób.

## Prezenterzy stacji[4]
- Iwona Kutyna – prezenter, prezenter wiadomości, później m.in.: TV4, Polsat, TVP2 i Polskie Radio Program I
- Tomasz Kin – prezenter, później m.in.: Radio Kolor, Antyradio, TVP2, TVN Style
- Rafał Freyer – prezenter, reporter, dyrektor muzyczny Radia Leliwa, później m.in.: dyrektor muzyczny Radia Józef, Radiostacji i Radia Zet
- Michał Margański – później m.in.: Radio Jazz, Trójka, Jedynka, Radio Bis
- Krzysztof Mierzwa – następnie RMF FM
- Grzegorz Koper – następnie Eurozet
- Wiesław Kądziołka – prezenter, później Radio Puls FM, Miejska Telewizja Tarnobrzeg, Radio Hobby
- Wojciech Zawada – następnie RMF FM

## Muzyka i audycje
Początkowo radio miało charakter rozgłośni amatorskiej, wzorowane na Rozgłośni Harcerskiej, promując głównie rock i muzykę alternatywną. Z upływem czasu zamieniło się w rozgłośnię promującą głównie pop i soft rock naśladując tym samym wiodące RMF FM i Radio Zet. Pragnąc lepiej dotrzeć do audytorium 25–35 lat, na antenie coraz częściej można było usłyszeć starsze przeboje z lat. 70. i 80. (golden, oldies). Tak jest do dziś. Radio Leliwa nadaje program „dzienny” od poniedziałku do piątku w godzinach 6:00-21:00, sobota 8:00-12:00, niedziela 12:00-20:00. Na przestrzeni lat zdarzały się audycje autorskie promujące inne gatunki muzyczne: DJ Dance Charts (piątek 21:00), Polska muzyka rockowa (środa 21:00), Muzyka filmowa (niedziela 11:00), Kurcze! To my (program satyryczno-rozrywkowy, sobota 22:00), Muzyka alternatywna i hard rock (niedziela 17:00), Spotkania – audycja religijna (najstarsza audycja ciągle nadawana, niedziela 18:30), Sportowy weekend (niedziela 20:00), Inny świat (program realizowany przez tarnobrzeskie dominikańskie duszpasterstwo młodzieży Effata, niedziela 21:00), Rendez-vous (program interaktywny, czwartek 21:00), Taneczna lista przebojów (czwartek 18:30), Disco polo (niedziela 16:05).